# Als het om de liefde gaat
Chansons représentant les Pays-Bas au Concours Eurovision de la chanson
Tijd
(1971) De oude muzikant
(1973)
Als het om de liefde gaat (« Quand il s'agit de l'amour ») est une chanson écrite par Hans van Hemert, composée par Dries Holten (en) et interprétée par Sandra & Andres, parue sur l'album éponyme en 1972 et sortie en 45 tours la même année.
C'est la chanson sélectionnée pour représenter les Pays-Bas au Concours Eurovision de la chanson 1972 qui se déroulait à Édimbourg, en Écosse.
La chanson a également été enregistrée par Sandra & Andres en allemand, sous le titre Was soll ich tun (« Que puis-je faire »), en anglais, sous le titre What Do I Do (« Que fais-je ») ainsi qu'en français sous le titre C'est pour demain.

## À l'Eurovision
Elle est intégralement interprétée en néerlandais, langue nationale, comme l'impose la règle entre 1966 et 1973. L'orchestre est dirigé par Harry van Hoof (en).
C'est la 18e et dernière chanson interprétée lors de la soirée, après Après toi de Vicky Leandros qui représentait le Luxembourg, chanson qui finira par remporter le concours par la suite. 
À la fin du vote, Als het om de liefde gaat termine à la 4e place du classement, avec 106 points.

## Liste des titres
Singles de Sandra & Andres
Mary Madonna
(1971) Mama mia
(1972)
| A1. | Als het om de liefde gaat | Hans van Hemert | Dries Holten (en) | 2:57 |
| B1. | Oude zigeuner             | Hans van Hemert | Dries Holten      | 3:27 |

| A1. | C'est pour demain (version française de Als het om de liefde gaat) | Hans van Hemert adaptation : Michel Mallory | Dries Holten (en) | 2:57 |
| B1. | Dans chaque mélodie (version française de Oude zigeuner)           | Hans van Hemert adaptation : Serge Lama     | Dries Holten      | 3:27 |

## Classements

### Classements hebdomadaires
| Classement (1972)                                                               | Meilleure position |
| ------------------------------------------------------------------------------- | ------------------ |
| Allemagne (Media Control AG) What Do I Do (version en anglais)                  | 46                 |
| Allemagne (Media Control AG) Was soll ich tun (version en allemand)             | 23                 |
| Belgique (Flandre Ultratop 50 Singles)                                          | 7                  |
| Belgique (Wallonie Ultratop 50 Singles) C'est pour demain (version en français) | 43                 |
| Pays-Bas (Single Top 100)                                                       | 3                  |
| Pays-Bas (Nederlandse Top 40)                                                   | 3                  |

### Classement de fin d'année
| Classement (1972)             | Meilleure position |
| ----------------------------- | ------------------ |
| Belgique (Flandre Ultratop)   | 53                 |
| Pays-Bas (Nederlandse Top 40) | 32                 |
| Pays-Bas (Single Top 100)     | 26                 |

## Historique de sortie
| Pays        | Titre                     | Date | Format   | Label   |
| ----------- | ------------------------- | ---- | -------- | ------- |
| Pays-Bas    | Als het om de liefde gaat | 1972 | 45 tours | Philips |
| Belgique    | Als het om de liefde gaat | 1972 | 45 tours | Philips |
| Allemagne   | Was soll ich tun          | 1972 | 45 tours | Hansa   |
| Autriche    | What Do I Do              | 1972 | 45 tours | Philips |
| Espagne     | What Do I Do              | 1972 | 45 tours | Philips |
| Finlande    | What Do I Do              | 1972 | 45 tours | Philips |
| France      | C'est pour demain         | 1972 | 45 tours | Philips |
| Norvège     | What Do I Do              | 1972 | 45 tours | Philips |
| Pays-Bas    | What Do I Do              | 1972 | 45 tours | Philips |
| Portugal    | What Do I Do              | 1972 | 45 tours | Philips |
| Royaume-Uni | What Do I Do              | 1972 | 45 tours | Philips |
| Yougoslavie | What Do I Do              | 1972 | 45 tours | PGP RTB |